# Atlantische Zuidequatoriale stroom

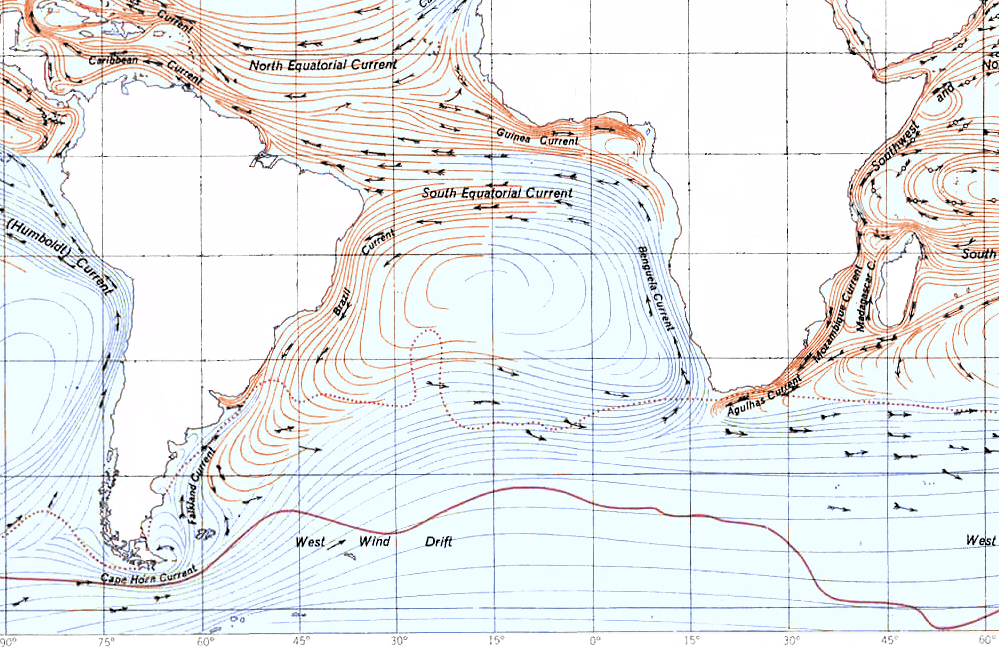
Atlantische Zuidequatoriale stroom aangeduid met South Equatorial Current

De Atlantische Zuidequatoriale stroom is een westwaarts gaande zeestroom in het zuidelijk deel van de Atlantische Oceaan. De zeestroom is een van de drie zeestromen die de naam Zuidequatoriale stroom draagt (de andere zeestromen zijn de Pacifische Zuidequatoriale stroom in de Stille Oceaan en de Indische Zuidequatoriale stroom in de Indische Oceaan). Ten zuiden van de zeestroom ligt de Zuid-Atlantische gyre.
De zeestroom voert zeewater, voor een groot deel afkomstig van de Benguelastroom en een deel van de Guineestroom, vanaf de Golf van Guinee de oceaan over richting de oostkust van Brazilië, waar de stroom overgaat in de Braziliëstroom langs de zuidoostelijke kust van de Brazilië. Een andere tak stroomt als Noord-Braziliëstroom langs de noordkust van dit land.
Ten noorden van de Atlantische Zuidequatoriale stroom ligt de Atlantische Equatoriale tegenstroom die in oostelijke richting stroomt.
De Atlantische Zuidequatoriale stroom stroomt ongeveer tussen de evenaar en de rond 20e parallel van het zuidelijk halfrond.